# Albert Grønbæk
Albert Grønbæk Erlykke (Risskov, 23 maggio 2001) è un calciatore danese, centrocampista del Genoa in prestito dal Rennes.

## Caratteristiche tecniche
Trova la sua posizione ideale come centrocampista, nel ruolo di mezzala. Può giocare all'occorrenza anche come esterno d'attacco, ruolo in cui ha ottenuto buoni risultati in carriera. Spicca per la fase offensiva dato il suo ottimo tempismo in area di rigore.
Calcia sfruttando il destro, il suo piede forte; le sue abilità di realizzatore si incentrano nella sua capacità di tagliare e sulla sua potenza di tiro. È veloce e sa come muoversi sfruttando la percezione degli spazi.

## Carriera

### Club

#### Aarhus e Bodo/Glimt
Cresciuto nel settore giovanile dell'Aarhus, ha debuttato in prima squadra il 7 giugno 2020 in occasione dell'incontro di Superligaen vinto 3-2 contro l'Aalborg dove Grønbaek si procura un fallo ottenendo un rigore che viene segnato da Patrick Mortensen. Nella stagione 2020-2021 segna il suo primo gol sconfiggendo per 4-2 l'Odense BK, un'altra rete la segna battendo per 3-0 l'Horsens; realizza anche il gol del 3-1 vincendo contro il Brøndby. Il 10 aprile 2022 segna per la squadra l'ultima rete, nel pareggio per 2-2 contro il Nordsjælland. Le due stagioni successive gioca da titolare segnando 8 goal e realizzando 7 assist.
Il 13 agosto 2022 è stato annunciato il suo trasferimento ai norvegesi del Bodø/Glimt, a cui si è legato con un contratto quinquennale: ha scelto di vestire la maglia numero 8. L'8 Settembre 2022 segna un goal in Europa League nel pareggio contro il Psv per 1-1. Vince la Eliteserien, segna il gol del 2-0 sconfiggendo il Sarpsborg 08, un'altra rete la segna battendo per 4-0 lo Stabæk Fotball, realizza un gol anche contro il Viking prevalendo per 5-1 oltre a segnare una doppietta sconfiggendo il Sandefjord: con 9 goal e 8 assist in 28 partite. La stagione successiva 2023-2024, nonostante il suo ruolo da centrocampista centrale, migliora i suoi numeri in zona goal totalizzando 14 reti.

#### Rennes
Il 15 luglio 2024 viene acquistato dal Rennes. Il primo gol lo segna in campionato con la rete del 3-0 battendo il Montpellier, un altro gol lo realizza nel successo per 2-0 contro l'Angers.

#### Southampton
Il 21 gennaio 2025, Grønbæk passa in prestito al Southampton, in Premier League. Tuttavia, colleziona solo quattro presenze con il club inglese, venendo coinvolto nella retrocessione in Championship al termine del campionato.

#### Genoa
Rientrato al Rennes, il 23 giugno 2025 Grønbæk viene ceduto nuovamente in prestito, questa volta al Genoa, in Serie A, con diritto di riscatto fissato a 10 milioni di euro. Esordisce con i rossoblu il 15 agosto, in occasione del match di Coppa Italia vinto per 3-0 contro il LR Vicenza. 

### Nazionale
Grønbæk ha esordito per la Danimarca under 21 in data 3 settembre 2021, subentrando a Victor Jensen nel pareggio per 1-1 contro la Grecia.
Il 27 agosto 2024 viene convocato per la prima volta in nazionale maggiore, con cui esordisce il 5 settembre seguente nella partita di UEFA Nations League vinta per 2-0 contro la Svizzera. Tre giorni dopo realizza il suo primo gol con la massima selezione danese nel successo per 2-0 in UEFA Nations League nel successo per 2-0 contro la Serbia.

## Statistiche

### Presenze e reti nei club
Statistiche aggiornate al 15 agosto 2025.
| Stagione          | Squadra           | Campionato        | Campionato | Campionato | Coppe nazionali | Coppe nazionali | Coppe nazionali | Coppe continentali | Coppe continentali | Coppe continentali | Altre coppe | Altre coppe | Altre coppe | Totale | Totale |
| Stagione          | Squadra           | Comp              | Pres       | Reti       | Comp            | Pres            | Reti            | Comp               | Pres               | Reti               | Comp        | Pres        | Reti        | Pres   | Reti   |
| ----------------- | ----------------- | ----------------- | ---------- | ---------- | --------------- | --------------- | --------------- | ------------------ | ------------------ | ------------------ | ----------- | ----------- | ----------- | ------ | ------ |
| 2019-2020         | Aarhus            | SL                | 8          | 0          | CD              | 1               | 0               | -                  | -                  | -                  | -           | -           | -           | 9      | 0      |
| 2020-2021         | Aarhus            | SL                | 32         | 5          | CD              | 6               | 0               | UEL                | 1                  | 0                  | -           | -           | -           | 39     | 5      |
| 2021-2022         | Aarhus            | SL                | 31         | 3          | CD              | 1               | 0               | UECL               | 2                  | 0                  | -           | -           | -           | 34     | 3      |
| lug.-ago. 2022    | Aarhus            | SL                | 4          | 0          | CD              | 0               | 0               | -                  | -                  | -                  | -           | -           | -           | 4      | 0      |
| Totale Aarhus     | Totale Aarhus     | Totale Aarhus     | 75         | 8          |                 | 8               | 0               |                    | 3                  | 0                  |             | -           | -           | 86     | 8      |
| ago.-dic. 2022    | Bodø/Glimt        | ES                | 12         | 2          | CN              | 2               | 0               | -                  | -                  | -                  | -           | -           | -           | 14     | 2      |
| 2023              | Bodø/Glimt        | ES                | 28         | 9          | CN              | 6               | 3               | UCL+UEL+UECL       | 2+6+2              | 1+1+0              | -           | -           | -           | 44     | 14     |
| gen.-lug. 2024    | Bodø/Glimt        | ES                | 15         | 8          | CN              | 1               | 0               | UECL               | 14                 | 6                  | -           | -           | -           | 30     | 14     |
| Totale Bodø/Glimt | Totale Bodø/Glimt | Totale Bodø/Glimt | 55         | 19         |                 | 9               | 3               |                    | 24                 | 8                  |             | -           | -           | 88     | 30     |
| 2024-gen. 2025    | Rennes            | L1                | 16         | 2          | CF              | 2               | 0               | -                  | -                  | -                  | -           | -           | -           | 16     | 2      |
| gen.-giu. 2025    | Southampton       | PL                | 4          | 0          | FACup+CdL       | 1+0             | 0               | -                  | -                  | -                  | -           | -           | -           | 5      | 0      |
| 2025-2026         | Genoa             | A                 | 0          | 0          | CI              | 1               | 0               | -                  | -                  | -                  | -           | -           | -           | 1      | 0      |
| Totale carriera   | Totale carriera   | Totale carriera   | 150        | 29         |                 | 21              | 3               |                    | 27                 | 8                  |             | -           | -           | 198    | 40     |

### Cronologia presenze e reti in nazionale
| Cronologia completa delle presenze e delle reti in nazionale ― Danimarca | Cronologia completa delle presenze e delle reti in nazionale ― Danimarca | Cronologia completa delle presenze e delle reti in nazionale ― Danimarca | Cronologia completa delle presenze e delle reti in nazionale ― Danimarca | Cronologia completa delle presenze e delle reti in nazionale ― Danimarca | Cronologia completa delle presenze e delle reti in nazionale ― Danimarca | Cronologia completa delle presenze e delle reti in nazionale ― Danimarca | Cronologia completa delle presenze e delle reti in nazionale ― Danimarca |
| Data                                                                     | Città                                                                    | In casa                                                                  | Risultato                                                                | Ospiti                                                                   | Competizione                                                             | Reti                                                                     | Note                                                                     |
| ------------------------------------------------------------------------ | ------------------------------------------------------------------------ | ------------------------------------------------------------------------ | ------------------------------------------------------------------------ | ------------------------------------------------------------------------ | ------------------------------------------------------------------------ | ------------------------------------------------------------------------ | ------------------------------------------------------------------------ |
| 5-9-2024                                                                 | Copenaghen                                                               | Danimarca                                                                | 2 – 0                                                                    | Svizzera                                                                 | UEFA Nations League 2024-2025 - 1º turno                                 | -                                                                        | 23’ 81’                                                                  |
| 8-9-2024                                                                 | Copenaghen                                                               | Danimarca                                                                | 2 – 0                                                                    | Serbia                                                                   | UEFA Nations League 2024-2025 - 1º turno                                 | 1                                                                        | 60’                                                                      |
| 12-10-2024                                                               | Murcia                                                                   | Spagna                                                                   | 1 – 0                                                                    | Danimarca                                                                | UEFA Nations League 2024-2025 - 1º turno                                 | -                                                                        | 78’                                                                      |
| 15-10-2024                                                               | San Gallo                                                                | Svizzera                                                                 | 2 – 2                                                                    | Danimarca                                                                | UEFA Nations League 2024-2025 - 1º turno                                 | -                                                                        | 57’                                                                      |
| 15-11-2024                                                               | Copenaghen                                                               | Danimarca                                                                | 1 – 2                                                                    | Spagna                                                                   | UEFA Nations League 2024-2025 - 1º turno                                 | -                                                                        | 61’                                                                      |
| 18-11-2024                                                               | Leskovac                                                                 | Serbia                                                                   | 0 – 0                                                                    | Danimarca                                                                | UEFA Nations League 2024-2025 - 1º turno                                 | -                                                                        | 70’                                                                      |
| Totale                                                                   |                                                                          | Presenze                                                                 | 6                                                                        |                                                                          | Reti                                                                     | 1                                                                        |                                                                          |

## Palmarès
- Campionato norvegese: 1

Bodø/Glimt: 2023